# APC by Schneider Electric
APC (American Power Conversion Corp.) (NASDAQ: APCC) — виробник обладнання для безперебійного енергопостачання, електронної периферії та продукції для центрів обробки даних.
Головний офіс в Вест-Кингстоні, Род-Айленд
APC входить до списку найбільших американських компаній Fortune 1000, Forbes 500 і в індекси Nasdaq 100 і S&P 500.
Основними сферами зусиль компанії є домашні та малі офіси, корпоративні мережі, центри та об'єкти обробки даних, а також мережі постачальників послуг доступу.

## Історія
- Корпорація American Power Conversion заснована в 1981 трьома інженерами-електротехніками з Массачусетського технологічного інституту. На той час вони займались дослідженнями та розробками в області сонячної енергії. Через кілька років коли державне фінансування та стимулювання цього напрямку стало закінчуватись, APC переорієнтувалася на питання захисту живлення.
- В 1984 з'явився її перший ДБЖ (джерело безперебійного живлення, модель 750).
- В 1988 компанія акціонувалася для залучення необхідного капіталу.
- У 2007 компанія в особі Представництва Амерікан Пауер Конвершн Юроп в Україні вступила до Асоціації підприємств інформаційних технологій України.
- За підсумками 2011 українське відділення компанії стало призером конкурсу «Ukrainian IT-Channel Award» у номінації «Найкращий вендор апаратного забезпечення»[1].

## Продукти
- InfraStruXure: адаптивна інженерна інфраструктура центру обробки даних.
- Стоякові системи: апаратурні шафи, відкриті стояки, монтовані на стіну шафи, перемикачі клавіатура / миша / монітор і рідкокристалічні монітори.
- Рішення охолодження: рішення охолодження для ІТ-середовищ.
- ПБЖ: системи захисту електроживлення з акумуляторним резервуванням для різних середовищ: від одиночних комп'ютерів до центрів обробки даних і замовлених промислових систем.
- Рішення керування APC: засоби дистанційного моніторингу й керування, прості й економічні в експлуатації
- Безпека та контроль середовища: рішення для відеоспостереження, контролю доступу та стеження за параметрами середовища.
- Засоби захисту від сплесків напруги й кондиціювання параметрів електроживлення: пристрої заглушення сплесків напруги й кондиціювання параметрів електроживлення для захисту устаткування як від поширених відхилень від норми в електромережі, так і від ударів блискавки й інших аномалій електроживлення.
- Рішення розподілу живлення: блоки розподілу живлення, керовані вимикачі MasterSwitch, найпростіші монтовані в стояки розподільні пристрої, автоматичні перемикачі Automatic Transfer Switch, понижуючі трансформатори й мережні шнури, розраховані на багато різних застосувань і наборів вимог до електроживлення.
- Генерація електроенергії: рішення для живлення від генераторів для підвищення готовності й збільшення тривалості автономної роботи.
- Продукти для мобільних користувачів: рішення для підвищення продуктивності роботи мобільних користувачів.
- Рішення для передавання інформації: кабельні комплекти, засоби спільного використання принтерів та інших периферійних пристроїв, кабельні рішення для локальних мереж.
- Добір комплектів запасних акумуляторів і варіантів модернізації ПБЖ: заміна акумуляторів ПБЖ.
- Послуги підрозділу Global Services: всебічна підтримка й всеохопне сервісне обслуговування рішень захисту по електроживленню.

### Адреса головного офісу
132 Fairgrounds Road

W. Kingston , RI 02892

UNITED STATES

## Партнери компанії в Україні
- ERC (ORSI) — дистриб'ютор
- Kvazar-Micro Distribution — дистриб'ютор
- MTI — дистриб'ютор

Див. також: http://www.apc.com/extranets/reseller/distributors.cfm?ISOCountryCode=UA